# Sabartès
El Sabartès (occità: Savartés [savaɾ'tes]) és un parçan o comarca d'Occitània, al Llenguadoc. Es troba al sud del comtat de Foix, a l'alta conca de l'Arieja. Tarascon n'és la població principal.
Segons la proposta de divisió territorial d'Occitània del diari Jornalet, basada en l'obra de Frederic Zégierman Le Guide des pays de France, el Sabartès estaria ubicat a la regió del Llenguadoc, subregió del Comtat de Foix.
Oficialment, les comunes del Sabartès estan situades al sud del departament francès de l'Arieja.

## Història
Un vicus o vicaria de Sabartensis s'esmenta al segle ix com un lloc de l'església de la Mare de Déu de Sabart construïda a la confluència de l'Arieja i Vicdessos, a prop de Tarascon. A la fi de l'alta edat mitjana el Sabartès és una marca del pagus i bisbat de Tolosa. Aleshores formava part del comtat de Tolosa (segle x). La gestió de la vall alta de l'Arieja anirà a càrrec de la família dels comtes de Carcassona.
Al segle xi, Roger el Vell és senyor de Foix. A la seva mort, els seus béns són compartits i el seu fill petit, Bernat Roger rep el Sabartès i la terra de Foix així com el comtat de Coserans i el seu bisbat, la meitat del Volvestre, el Daumasan, el Podaguès i l'Aganaguès (Pàmies, Savardun, Hers). Per la seva banda, les esglésies i monestirs que pertanyien a la família de Carcassona i que es trobaven en aquests territoris es van donar al seu germà, Pere, bisbe de Girona.
Durant els anys 1050-1120, els comtes de Foix intentaran d'afermar els seus drets sobre el comtat. Aquesta política els enfrontarà amb la noblesa local i els poders veïns.
Al segle xi, els comtes de Cerdanya tenien drets importants. Aquests drets es perderen el segle xiii.
Des del 2014 dona nom també a un cantó.